# Timonius celebicus
Timonius celebicus är en måreväxtart som beskrevs av Sijfert Hendrik Koorders. Timonius celebicus ingår i släktet Timonius och familjen måreväxter.
Artens utbredningsområde är Sulawesi. Inga underarter finns listade i Catalogue of Life.